# Richard Larsén
Richard Larsén (né le 8 mai 1990 à Floda) est un coureur cycliste suédois. 

## Biographie
En 2016, il devient champion de Suède sur route.

## Palmarès sur route

### Par année
- 2015
  - 2e du championnat de Suède sur route
- 2016
  -  Champion de Suède sur route
- 2017
  - 2e du championnat de Suède sur route
- 2018
  - Kinnekulleloppet
- 2019
  - 2e du championnat de Suède du critérium
- 2021
  - 2e du championnat de Suède sur route

### Classements mondiaux
| Année                                 | 2015 | 2016  | 2017  | 2018  | 2019  | 2020 | 2021 | 2022 | 2023  |
| ------------------------------------- | ---- | ----- | ----- | ----- | ----- | ---- | ---- | ---- | ----- |
| Classement mondial                    |      | 1150e | 1041e | 1052e | 2480e | 853e | 624e | 800e | 3248e |
| UCI Europe Tour                       | 398e | 777e  | 652e  | 654e  | 1578e | 677e | 501e | 603e | nc    |
|                                       |      |       |       |       |       |      |      |      |       |
| Légende : nc = non classéSource : UCI |      |       |       |       |       |      |      |      |       |

## Palmarès en VTT
- 2023
  - 2e du championnat de Suède de cross-country marathon